# Shahab Moradi

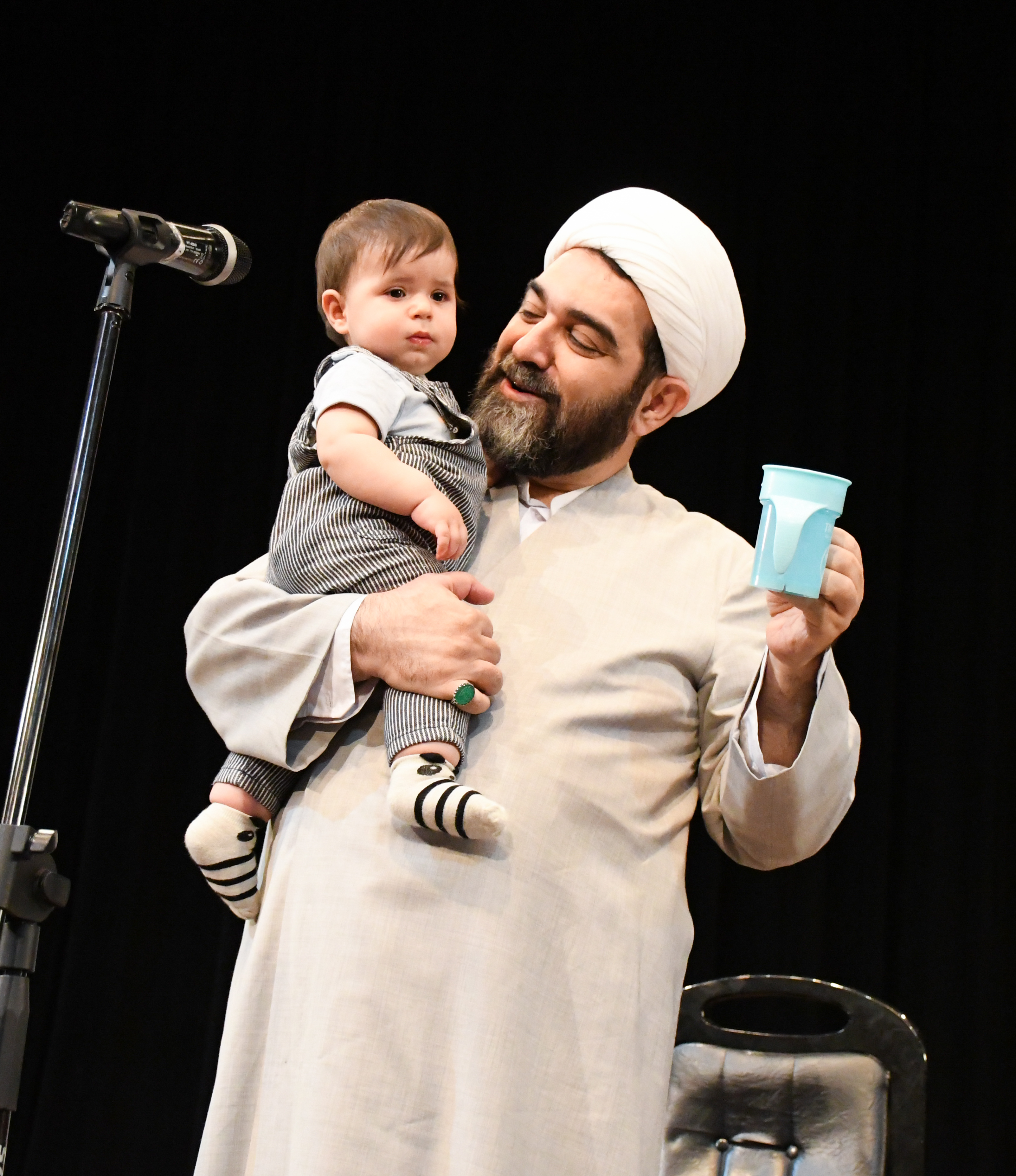
Shahab Moradi (2023)

Shahab Moradi (/ʃæhɒb moʊrɒdi/; persisch: شهاب مرادی; geboren im 12. März 1972 in Teheran) ist ein iranischer Geistlicher, Prediger und Universitätsdozent. Er tritt seit 2000 in verschiedenen Sendungen des Rundfunks der Islamischen Republik Iran als Experte auf.

## Aktivitäten
Moradi ist ein Sozial- und Klimaschutzaktivist und setzt sich für die Ausweitung von Grünflächen durch Baumpflanzungen und den Schutz natürlicher Ressourcen durch die Förderung der wissenschaftlichen Bewirtschaftung von Wassereinzugsgebieten ein und zusammen mit Studenten pflanzt er jährlich Bäume am Tag des Baumes in den Außenbezirken der Stadt Teheran.
Moradi hat an verschiedenen iranischen Universitäten und religiösen Stätten wie dem Fatima-Masumeh-Schrein, dem Imam-Reza-Schrein und dem Shah Cheragh-Schrein Vorträge gehalten und internationale Reden gehalten. Er hielt Trauerreden bei den Beerdigungen des Schauspielers Khosro Shakibai, des Sängers Morteza Pashaei, des Umweltschützers Mohammad Ali Inanloo und des iranischen Militäroffiziers Qasem Soleimani. Er hielt auch eine Rede nach einem Erdbeben in Kermanshah, Iran.
Shahab Moradi ist der Gründer einer nichtstaatlichen Wohltätigkeitsorganisation namens madar-e-mehraban (/mɒdær-e-mehræbɒn/; persisch: مادر مهربان), bekannt als mmcharity, die bedürftige Kinder ernährt.